# Bojovnice skvrnohrdlá
Bojovnice skvrnohrdlá (Betta pardalotos) je sladkovodní paprskoploutvá ryba z čeledi guramovití (Osphronemidae). Pochází z ostrova Sumatra. České i vědecké druhové jméno (odvozené od řeckého πάρδαλις – levhart, παρδαλωτός – skvrnitý jako levhart) poukazují na skvrnitou kresbu skřelí.